# Länsväg 136
De Zweedse Weg 136 (Zweeds: Länsväg 136) loopt noord-zuid over het eiland Öland: van Grankulla en Byxelkrok in het noorden tot Grönhögen en Ottenby in het zuiden. De weg volgt grotendeels de westzijde van het eiland (langs de Kalmarsund). Alleen bij Böda raakt de weg de oostkust. Het is de enige rijksweg die uitsluitend op Öland is gelegen. De weg is vergelijkbaar met een Nederlandse gebiedsontsluitingsweg. Omdat Öland in de zomer een belangrijke toeristische bestemming is, is de belasting van de 136 in die periode erg hoog en komen er opstoppingen voor.

## Plaatsen
Enige plaatsen die aan de weg zijn gelegen:
- Byxelkrok
- Böda
- langs Löttorp
- door Borgholm
- kruising met Zweedse weg 137
- langs Färjestaden
- door Torslunda en Skogsby
- Degerhamn
- Grönhögen.

Er is op het eiland nog een hoofdweg, die gezien kan worden als de parallelweg van weg 136. Deze volgt voornamelijk de oostkust van Föra in het noorden tot Näsby en wordt door middel van lus naar Ottenby weer verbonden met weg 136. Aan deze weg ligt geen enkel groter dorp, daarom is deze weg veel rustiger dan de 136. Tussen deze parallelweg en de 136 is een aantal verbindingswegen aangelegd. Op het zuidelijke deel van Öland doorkruisen deze de Alvar, een kalksteenplateau dat op de UNESCO lijst als Werelderfgoed staat aangemerkt.

## Knooppunten
- Länsväg 137